# 85-я морская стрелковая бригада
85-я морская стрелковая бригада — воинское соединение СССР в Великой Отечественной войне.

## История
Бригада формировалась в Приволжском военном округе в населённом пункте Похвистнево Куйбышевской области в ноябре-декабре 1941 года. Формирование шло за счёт личного состава Черноморского флота и военно-морских учебных заведений.
В действующей армии с 12 января 1942 по 20 февраля 1944 года.
В декабре 1941 года направлена на фронт, некоторое время находилась в резерве, дислоцируясь в районе Ховрино, после чего через Ярославль (где бригада получила вооружение) направлена на Карельский фронт, на Масельское направление в группировку (МОГ), позже с апреля как 32 армия. Где разгрузилась на станции Раменцы, севернее Масельской, однако в конце января 1942 спешно переброшена в район Сегежи, где одним 1 ОСБ батальоном в начале февраля 1942 года приняла первый бой у жд.ст Масельская и где батальон понёс большие потери . Также позже 85 осмб была переброшена на защиту г.Сегежа где 3 батальонами прикрывала 3 направления  ст Майгуба, лесозавод Лейгуба и Зимнее озеро . Где проходила операция по ликвидации просочившегося отряда финнов. Где прикрывала  по границам г. Сегежи арт.учеб минометный полк , военный аэродром и военный госпиталь.. Позже  вошла в резерв 32 армии как и с 4 -8 мая 1942 года переброшена на Кемское направление в резерв 26 армии . Где и находилась лишь до решения от 11 мая по передислокации на Ребольское направление с 14 по 19 мая 1942 года.    
В дальнейшем в ходе разбирательства как при неудачной проведенной операции. Было лишь выяснено как и общая неподготовленность командиров от 85 осмб к внезапным переменам и к действиям в подобных операциях. Где многие косвенные участники по подготовке к операции , руководствовались лишь приказами как и действовали строго по плану операции. Как и не знали истинных целей и задач при проведении этой операции. Тем не менее командование решило заменить все руководство 85 осмб так и отдельных участников и с офицерского состава как и  отстранить и снять с занимаемых разных должностей.  
В дальнейшем 85 осмб бригада находилась на этом участке фронта до  25 ноября 1942 года бригада была переведена на Кемское направления , в декабре 1943 бригада вела ожесточённые бои за сопку Безымянная. 
20 февраля 1944 года бригада расформирована, личный состав направлен на формирование 83-й стрелковой дивизии.

## Полное название
85-я отдельная морская стрелковая бригада

## Подчинение
| Дата            | Фронт (округ)             | Армия                         | Корпус (группа)        | Примечания |
| --------------- | ------------------------- | ----------------------------- | ---------------------- | ---------- |
| 01.12.1941 года | Приволжский военный округ | -                             | -                      | -          |
| 01.01.1942 года | Резерв Ставки ВГК         | -                             | -                      | -          |
| 01.02.1942 года | Карельский фронт          | Масельская оперативная группа | -                      | -          |
| 01.03.1942 года | Карельский фронт          | Масельская оперативная группа | -                      | -          |
| 01.04.1942 года | Карельский фронт          | -                             | -                      | -          |
| 01.05.1942 года | Карельский фронт          | 32-я армия                    | -                      | -          |
| 01.06.1942 года | Карельский фронт          | 26-я армия                    | -                      | -          |
| 01.07.1942 года | Карельский фронт          | 26-я армия                    | -                      | -          |
| 01.08.1942 года | Карельский фронт          | 26-я армия                    | -                      | -          |
| 01.09.1942 года | Карельский фронт          | 26-я армия                    | -                      | -          |
| 01.10.1942 года | Карельский фронт          | 26-я армия                    | -                      | -          |
| 01.11.1942 года | Карельский фронт          | 26-я армия                    | -                      | -          |
| 01.12.1942 года | Карельский фронт          | 26-я армия                    | -                      | -          |
| 01.01.1943 года | Карельский фронт          | 26-я армия                    | -                      | -          |
| 01.02.1943 года | Карельский фронт          | 26-я армия                    | -                      | -          |
| 01.03.1943 года | Карельский фронт          | 26-я армия                    | -                      | -          |
| 01.04.1943 года | Карельский фронт          | 26-я армия                    | -                      | -          |
| 01.05.1943 года | Карельский фронт          | 26-я армия                    | -                      | -          |
| 01.06.1943 года | Карельский фронт          | 26-я армия                    | -                      | -          |
| 01.07.1943 года | Карельский фронт          | 26-я армия                    | 31-й стрелковый корпус | -          |
| 01.08.1943 года | Карельский фронт          | 26-я армия                    | 31-й стрелковый корпус | -          |
| 01.09.1943 года | Карельский фронт          | 26-я армия                    | 31-й стрелковый корпус | -          |
| 01.10.1943 года | Карельский фронт          | 26-я армия                    | 31-й стрелковый корпус | -          |
| 01.11.1943 года | Карельский фронт          | 26-я армия                    | 31-й стрелковый корпус | -          |
| 01.12.1943 года | Карельский фронт          | 26-я армия                    | 31-й стрелковый корпус | -          |
| 01.01.1944 года | Карельский фронт          | 26-я армия                    | 31-й стрелковый корпус | -          |
| 01.02.1944 года | Карельский фронт          | 26-я армия                    | 31-й стрелковый корпус | -          |

## Состав
- 3 отдельных стрелковых батальона;
- отдельный артиллерийский дивизион полковых пушек
- отдельный противотанковый батальон
- отдельный миномётный дивизион
- отдельная рота автоматчиков
- разведывательная рота
- рота противотанковых ружей
- взвод ПВО
- отдельный батальон связи
- сапёрная рота
- автомобильная рота
- медико-санитарная рота.

## Командиры
- Вдовиченко, Дмитрий Данилович (03.01.1942 — 01.04.1942), контр-адмирал
- Литвинов, Фёдор Иванович (01.04.1942 — 19.06.1942), полковник
- Солдатов, Николай Кириллович (с 19-27.06.1942 по 20.10.1942. отстранен ) подполковник
- Обыденкин, Иван Васильевич (с 20-28.10  - 13.01.1944) (?)
- Скловский, Анатолий Васильевич (с 13.01.1944) (?)